# Zoológico Miguel Álvarez del Toro
El Zoológico Miguel Álvarez del Toro es un zoológico ubicado en Tuxtla Gutiérrez, Chiapas, México.

## Historia
En el año de 1942, a iniciativa del Profesor Elíseo Palacios Aguilera, se crea un zoológico para el estudio y la conservación de la fauna regional. Originalmente se encontraba en un pequeño terreno al poniente de la ciudad de Tuxtla Gutiérrez, contando con apenas una veintena de especies y un pequeño museo de historia natural. 
En 1949 el Zoológico cambió su ubicación, trasladándose a la parte norte oriente de la ciudad, en la zona conocida como Parque Madero. Se construyó sobre una superficie de 5 hectáreas donde permaneció poco más de 30 años; a pesar de sus instalaciones pequeñas e incluso rústicas, reunió una importante colección de fauna de Chiapas, empezando a adquirir renombre por lo original de su diseño, sus exhibiciones y la importante labor de Miguel Álvarez del Toro como investigador y defensor de los recursos naturales del estado. 
En 1980 el Zoológico fue traslado a sus instalaciones actuales al sur de la ciudad y ahí, por decreto, se le dio el nombre de "Zoológico Regional Miguel Álvarez del Toro", en reconocimiento a la trayectoria de este como científico.

## Instalaciones
El zoológico se ubica en la reserva ecológica denominada "El Zapotal". El recorrido se realiza por andadores de más de 2 kilómetros y medio por una selva en los que hay especies que habitan en el estado de Chiapas y algunos de los cuales están en peligro de extinción tales como: jabalí, grisón, quetzal, venado cabrito, tejón, ocofaisan, pavo ocelado, jaguar, tapir, felinos diversos, jaguar negro, pavón, viejo de monte, senso, nutria, hormiguero arborícola, aves acuáticas, aves rapaces, guaqueques, venado de campo, coyote, mono araña y mono saraguatos, mapache, zorro, tortugas. 
Cuenta con: pajareras (exhibiendo tucanes, guacamayas, cotorras, y otras aves), herpetario (exhibiendo reptiles vivos), vivario (arañas e insectos), Casa Nocturna (exhibiendo ejemplares de especies nocturnas como el murciélago, armadillo entre otros), Aviario, aves limnícolas y un Museo del Cocodrilo. 
Una de sus características es que en él se exhibe exclusivamente fauna regional del estado de Chiapas, algunos animales se encuentran en espacios abiertos, aprovechando la condición natural del terreno, lo que hace que éstos se desarrollen en su hábitat natural, además de la importancia de la conservación de especies en peligro de extinción.
El zoológico cuenta también con sala audiovisual, librería, cafetería y zona de comedores.

## Remodelación
El 8 de enero de 2015 se anunció una remodelación del zoológico.
La inversión de cerca de 50 millones de pesos será destinada al cambio de la malla perimetral que delimita el parque, de igual forma se realizarán mejoras en las instalaciones de agua potable, drenaje, edificios administrativos, cambio de cableado eléctrico e instalación de nuevas luminarias, entre otros.
Además de estas acciones, el Zoomat contará con un acuario dentro sus instalaciones mismas que logrará realizar gracias a la buena voluntad de personal de Xcaret de Playa del Carmen, Quintana Roo.